# دینامیک (خواننده)
پروین یوزباشی جهانی با نام هنری دینامیک (۱۲ آذر ۱۳۳۱) بانوی خواننده موسیقی پاپ ایرانی دهه ۱۳۵۰ خورشیدی که در چندین فیلم بازی کرده و همچنین در چندین فیلم خواننده بود.
وی در اوایل سال ۱۳۵۴ با مسعود امینی ازدواج نمود و پس از مدتی به خاطر اختلافات خانوادگی از وی جدا شد. دینامیک برای بار دوم ازدواج نمود که حاصل این ازدواج دو پسر و یک دختر می‌باشد. وی پس از انقلاب، علیرغم ممنوعیت کاری، زندگی آرام با خانواده را به خوانندگی ترجیح داد و در ایران ماند. دینامیک در تهران زندگی می کند.

## ترانه‌شناسی

### تلافی
| نام ترانه     | ترانه‌سرا     | آهنگساز       | تنظیم |
| ------------- | ------------ | ------------- | ----- |
| تلافی         | مسعود هوشمند | پرویز مقصدی   |       |
| عروس پشت پرده | مسعود هوشمند | حسین واثقی    |       |
| بهانه ها      |              |               |       |
| بی آرام       | ماهدخت مخبر  | جواد لشگری    |       |
| اومدم         |              |               |       |
| پل            | مسعود امینی  | محمود قراملکی |       |
| قصه تلخ       |              |               |       |
| نامه پران     | رضا شمسا     | حسین واثقی    |       |
| کی میشه       |              |               |       |

### سایه ها

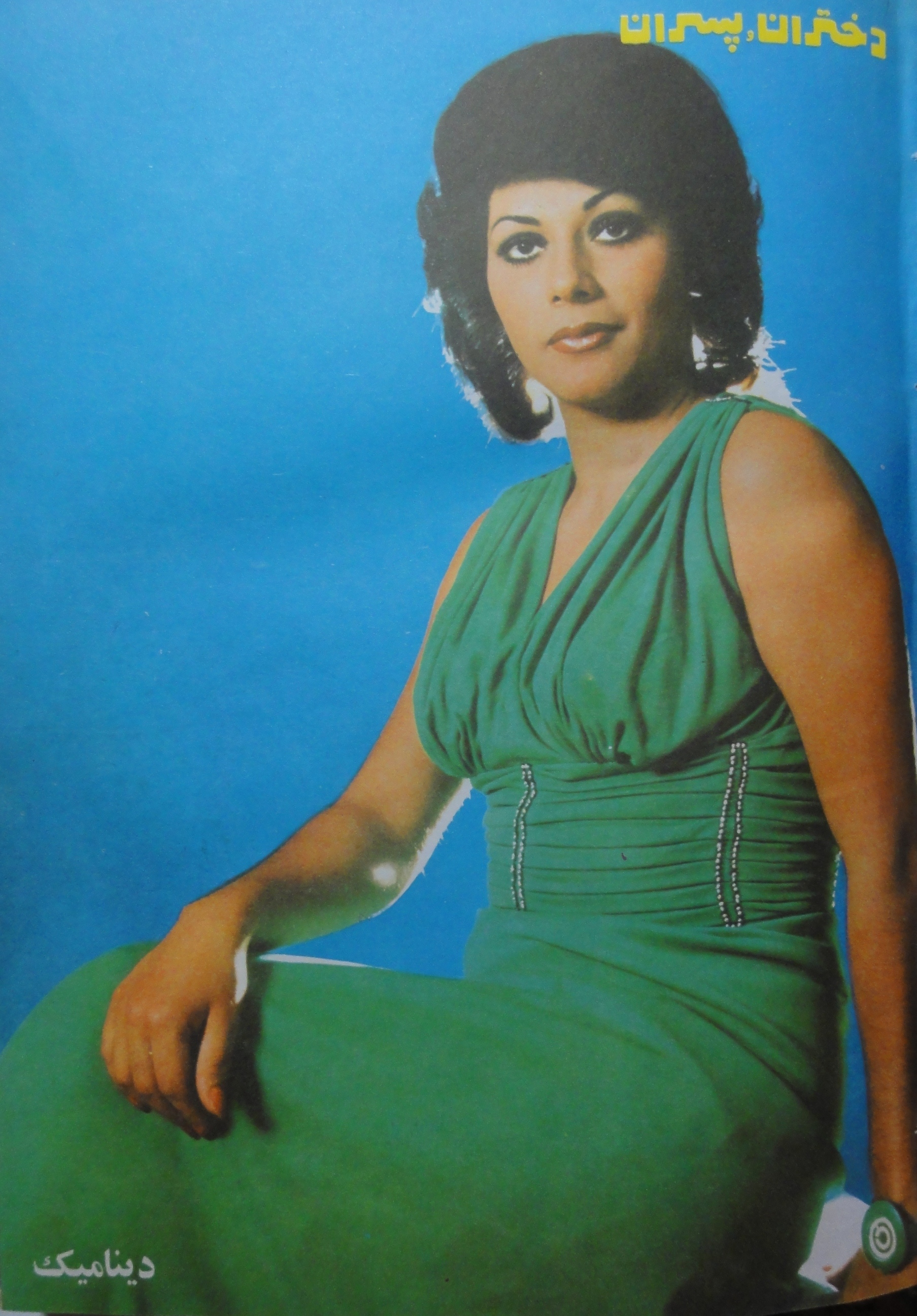
دینامیک بانوی خواننده

| نام ترانه         | ترانه‌سرا       | آهنگساز       | تنظیم |
| ----------------- | -------------- | ------------- | ----- |
| سایه ها           | اصغر واقدی     | محمود قراملکی |       |
| نفسم می گیره      | اصغر واقدی     | محمود قراملکی |       |
| گریه امونم نمیده  | شهیار قنبری    | بابک افشار    |       |
| دیگه بسه          | پرویز وکیلی    | بابک افشار    |       |
| من نمیگم دلم میگه | محمدعلی بهمنی  | حسین صمدی     |       |
| نمک لبات          | محمدعلی بهمنی  | حسین صمدی     |       |
| من و تو           |                |               |       |
| نزن جوش           | محمدعلی شیرازی | همایون خرم    |       |
| استریپتیز         | محمدعلی شیرازی | همایون خرم    |       |

- ۱ - من نمی گم دلم میگه
- ۲ - نمک لبات
- ۳ - گریه امونم نمیده
- ۴ - دیگه بسه
- ۵ - نفسم میگیره
- ۶ - سایه ها
- ۷ - تلافی (چه بیهوده)
- ۸ - عروس پشت پرده
- ۹ - بهانه ها
- ۱۰ - بی آرام
- ۱۱ - آمدم
- ۱۲ - پل
- ۱۳ - قصه تلخ
- ۱۴ - نامه پران
- ۱۵ - کی میشه

## فیلم شناسی

### بازیگری
- ۱ - مادر دوستت دارم (۱۳۵۴)
- ۲ - هدف (۱۳۵۴)

### خوانندگی
- ۱ - مادر دوستت دارم (۱۳۵۴)
- ۲ - هدف (۱۳۵۴)
- ۳ - قفس (۱۳۵۳)
- ۴ - مظفر (۱۳۵۳)
- ۵ - پسرخوانده (۱۳۵۲)
- ۶ - قصه شب (۱۳۵۲)

## افتخارات
- ملکه زیبایی (۱۳۵۳)[۱]